# Pablo Angarita Sabi
Pablo Angarita Sabi, (Buenaventura 17 de julio de 1954). Es un actor, director  y dramaturgo colombiano. Director del teatro Las Escalinatas, fundado en 1971 en Cali, Colombia.

## Biografía
Pablo Emilio Angarita Sabi,  es actor director teatral y dramaturgo independiente licenciado en educación artística de la Universidad Católica,egresado del instituto popular de cultura en 1977.  Fundador del grupo de teatro El Sol en 1978. En 1979 profesor de actuación en la escuela teatro del Instituto Departamental de Bellas Artes. Desde 1980 es integrante del grupo teatral Las Escalinatas de Cali. Compañía con la que se radicó en Bogotá desde 1988 hasta 1993. En 1994 ingresa como actor al Teatro Experimental de Cali (TEC). En 1998 con su agrupación las Escalinatas, realiza una gira por Ecuador, a su regreso en septiembre de 1999 se presenta en el festival internacional de teatro de Manizales. Sus giras internacionales se han dado en varias oportunidades a Ecuador  y Venezuela.Pablo Angarita Sabi participó en programas de educación en teatro para el municipio Santiago de Cali.Angarita, entre otros forman la pirámide humana que es obligatoriamente base de la Historia Teatral Colombiana.El director del grupo Las Escalinatas es Pablo Angarita Sabi quien fue alumno de Enrique Buenaventura.Angarita, presentó su obra Vida de perro y Todo por un huevo en el corregimiento La Castilla en los alrededores de Cali, departamento del Valle del Cauca, Colombia.

## Filmografía
Televisión
- Los Frescos (R.T.I ) 1989
- Así fue (RCN) 1990

Cine
- El lado oscuro del nevado (Equipo Técnico)
- La balada de una moto (Asistente Dirección)
- La Tortura
- En Polvo
- El Viejo y Romero

Crítica Cine
- La ley de Herodes
- Las mujeres de verdad tienen curvas

Teatro
- Caperucita Roja (2007)
- Blanca Nieves (2021)
- Auto Da fe (2008)

##### ASOCIACIÓN  DE  ESTUDIOS  ARTÍSTICOS  LAS  ESCALINATAS

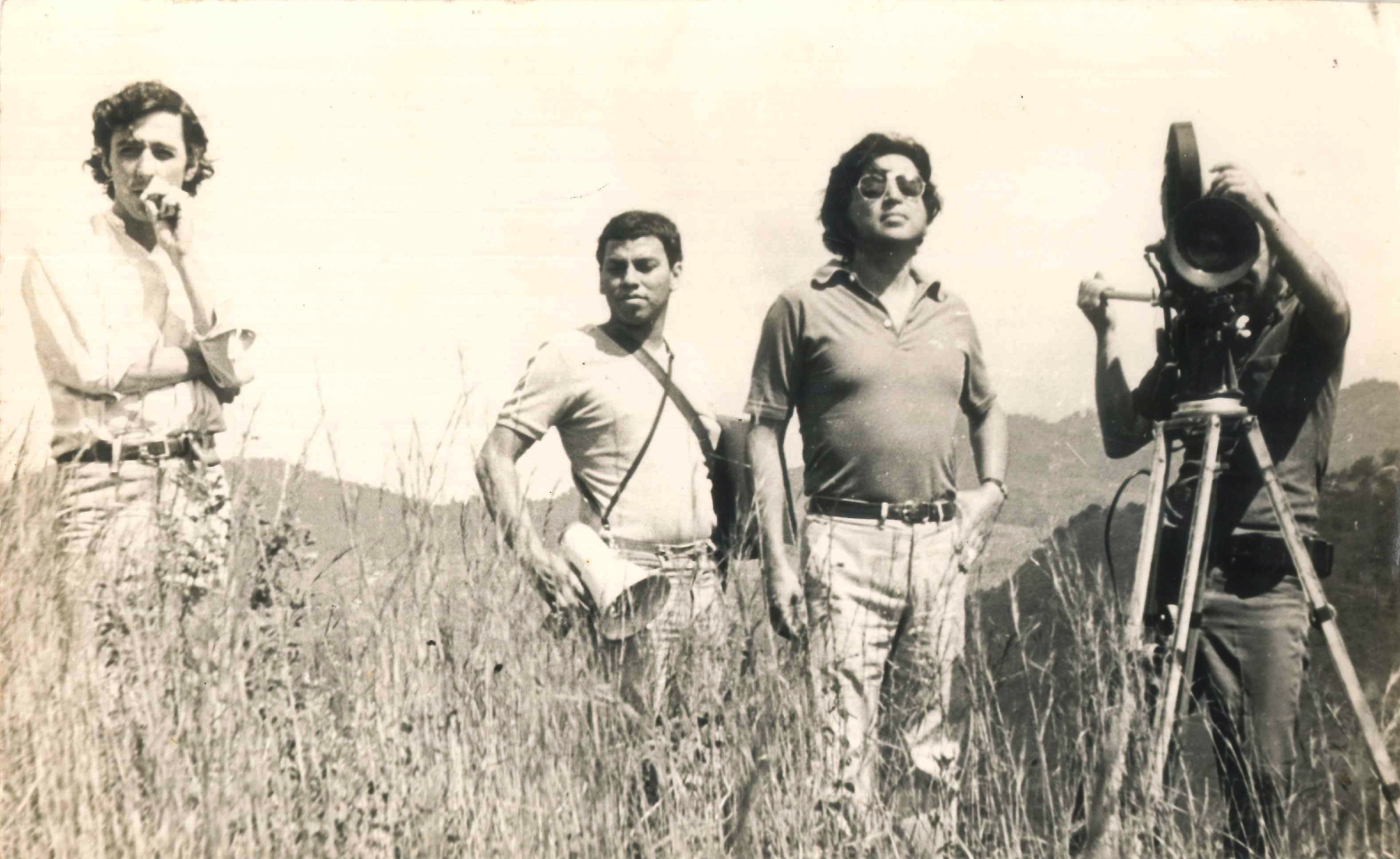
Balada de una moto filmación 1979

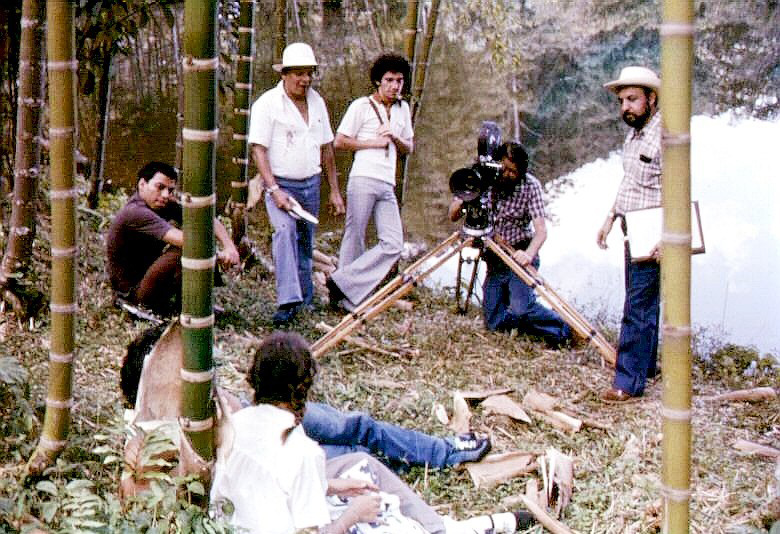
Pablo en La balada de una moto (camisa negra). 1980

Breve Reseña

Las Escalinatas se forma como grupo teatral en el año de 1971, su primer montaje fue "El sueño de las escalinatas" de Jorge Zalamea, de este montaje se desprende su nombre. Se constituye como asociación en 1979, acoge otras corrientes artísticas como títeres, cine en formato super 8 mm y vídeo, igualmente, durante los años 1983 - 1984, publica la revista Magazín Cultural. Ha realizado una veintena de montajes teatrales, cuatro obras para títeres, una película en super 8 mm y un vídeo argumental. En el año 2000 la entidad inicia un proceso de reestructuración para responder a los retos del nuevo milenio. Refuerza su nivel directivo y reconoce que sin investigación se dificulta la creación teatral. Formaliza una alianza con el experto en ventas, doctor Álvaro Sánchez, para crear la obra didáctica “Todos somos vendedores”. En el año 2002 compartimos la promoción del libro "Orientación profesional" de Mariela Cortés, realizando el dramatizado “Una Historia con Final Feliz”. En el 2004 se refuerzan temas como "Riesgos profesionales y seguridad industrial" con la alianza del centro médico Imbanaco, la obra se titula: “Y de la salud, ¿qué?, Para el 2006 por solicitud de la empresa HACEB se crea la obra "Portafolio" enfocada a la promoción de sus productos. En el  año 2007 realiza  la obra "Decir Ya o El Valor de Valorín", donde se promueven los principios y valores éticos del buen ciudadano. Para el 2008 y el 2009 la biblioteca departamental del Valle los invita a participar en el proyecto caravana Lectópolis, que consiste en dramatizar textos de autores vallecaucanos y universales. En este mismo año, se constituye con nueve agrupaciones titiriteras la asociación de titiriteros del Valle (ATTIVA). En 2010 talleres de investigación y metodología dirigidos a los artistas en general es nuestro nuevo producto. Para agosto, el director Pablo Angarita Sabi, recibe reconocimiento como dramaturgo, al ser ganadora su obra “La Obeja Insoportable”, en el primer. concurso de dramaturgia para teatro de títeres, Bogotá. Organizado por la fundación Hilos Mágicos. Para el 2011 se vinculan a trabajar en su barrio y comuna con un plan de servicio donde su misión es servir a través de planes, programas,  proyectos y actividades culturales, todos con un enfoque solidario y mutual. Para el mes de octubre, como (ATTIVA), se organiza con el auspicio del ministerio cultura, fondo mixto de la gobernación y la secretaría de cultura municipal la temporada de verano 2011.

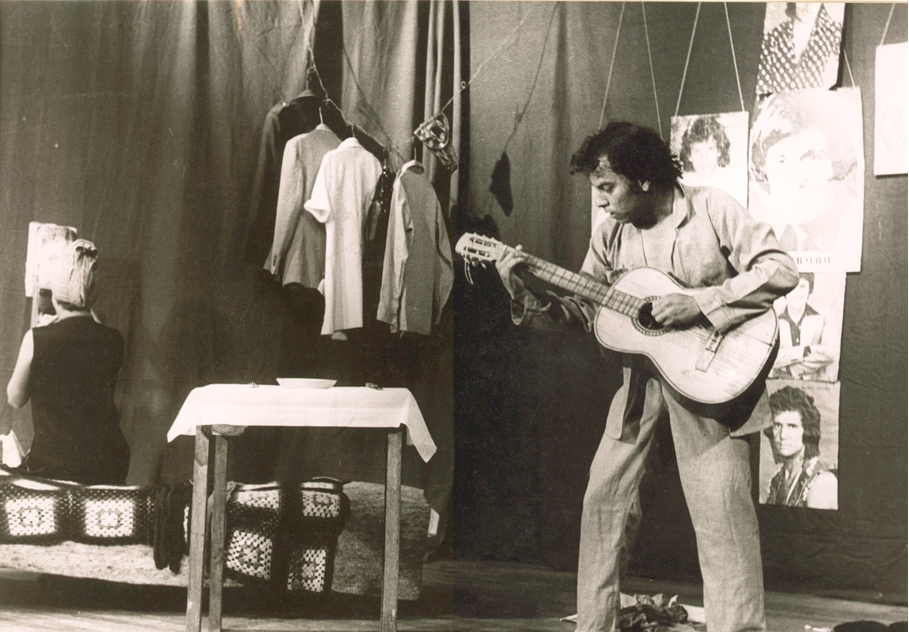
Pablo en la Tortura de Enrique Buenaventura. 1988

## Premios
- Ganador I concurso de dramaturgia, del teatro de títeres Hilos Mágicos en 2010, en Bogotá, con la obra: La oveja insoportable.[10]
- Fue seleccionado como ganador del concurso dramaturgia local teatro por un rato (TPUR) 2014 organizado por la compañía teatral Laboractores de Cali, con la obra Pez al agua.[11]